# Kumendung (Rembang)
Kumendung is een bestuurslaag in het regentschap Rembang van de provincie Midden-Java, Indonesië. Kumendung telt 1425 inwoners (volkstelling 2010).